# استفانو پیراتزی
استفانو پیراتزی (ایتالیایی: Stefano Pirazzi؛ زادهٔ ۱۱ مارس ۱۹۸۷) دوچرخه‌سوار اهل ایتالیا است.

## باشگاهی
از باشگاه‌هایی که در آن رکاب زده‌است می‌توان به باردیانی–سی‌اس‌اف اشاره کرد.